# Harburger TB 1865
Maillots
Le Harburger TB 1865 est un club sportif allemand localisé dans le district de Harbourg à Hambourg.
En plus du Football, le club dispose de nombreuses sections sportives dans près de 32 disciplines, dont l’athlétisme, le basket-ball, la danse, le handball, la gymnastique, le tennis.

## Histoire
Le club fut créé le 6 septembre 1865 sous la dénomination Harburger TB 1865 par l’union du Harburger Turnerschaft 1858 et du Männerturnvereins (MTV) 1861 Harburg.
Dès son origine, le club espéra la construction d’un hall de sport. Mais celui-ci fut terminé sans revêtement de sol, sans plafond et sans chauffage. Les travaux ne furent terminés qu’en 1879 sous l’impulsion des responsables communaux d’Harburg qui voulaient développer le sport scolaire.
En 1883, le Männerturnvereins1861 Harburg reprit ses distances de l’union créée 18 ans plus tôt.
En 1896, l’éraction d’un nouveau hall sportif fut réalisée par la ville et en 1907, le club acquis le Jahnhöhe où elle est encore localisée. 
En 1910, le Harburger TB 1865 se dota de sections d’Escrime et de Football.
En 1913, la section baseball du HTB 1865 remporta le titre de Champion d’Allemagne lors d’un festival annuel tenu à Leipzig. Cela aurait dû permettre au club de représenter l’Allemagne lors de Jeux olympiques d’été de 1916 (prévus à Berlin), mais ceux-ci n’eurent jamais lieu en raison de la Première Guerre mondiale.
En 1921, le Harburger TB 1865 ouvrit une section de Handbal.
En 1924, les membres du Harburger TB et MTV 1883 fondèrent le Sportverein Harburg. Ainsi se mit en place une distinction claire entre la fédération de Gymnastique (Deutschen Turnerschaft) et les autres fédérations sportives. Par exemple, le Handbal et le Football se pratiquaient sous le nom de SV Harburg dans leur championnat respectif. Mais il resta encore une section de Football au sein du Harburger TB, et qui participa à la compétition de la Deutschen Turnerschaft, qu’elle remporta en 1928.
En 1927, le HTB se dota d’une section de Tennis.
En 1929 et 1931, la section Football du SV Harburg se qualifia pour la phase finale du Championnat d’Allemagne du Nord. Dans ses rangs évoluait Rudolf "Rudi" Noack qui jouera par la suite au Hamburger SV et sera International allemand.
Après l’arrivée au pouvoir des Nazis, en 1933, la séparation entre les sections de gymnastique et les autres sports fut supprimée. Le SV Harburg  revint au sein de son organisation mère. Celle-ci donna surtout l’essentiel de son intérêt à la Gymnastique, si bien que la section football resta anonymement dans les ligues inférieures.
En 1945, le Harburger TB fut dissous par les Alliés, comme tous les clubs et associations allemands (voir Directive n°23). Le club fut rapidement reconstitué par les anciens membres des sections de gymnastique et d’autres sports.
À la fin de la saison 1949-1950, le Harburger TB prit part au tour final pour l’accès à l’Oberliga Nord. Le match décisif eut lieu face au Itzehoer SV 09 devant 20 000 spectateurs. Le HTB s’imposa (4-1) et rejoignit l’élite du football allemand.
Grâce à un commanditaire, les installations de la Jahnhöhe furent rénovées, mais pour les débuts en Oberliga, le club dut demander asile au Viktoria Harburg pour jouer au Winsener Straßestadion. Cela n’aida pas le Harburger TB à se maintenir. Le club n’obtint que trois victoires pour 25 défaites, termina dernier et fut relégué.
En 1952, le cercle regagna sa place dans la plus haute division et y resta trois saisons avant de redescendre. Durant ce séjour, le club enregistra son plus bel exploit. Le 7 février 1954, il s’imposa (1-0) contre le Hamburger SV (qui dominait cette série et en remporta 15 des 16 titres mis en jeu).
Durant les années 1950, le club reprit son développement et créa des sections de Hockey sur gazon, de Judo et de Natation.
Du côté du football, malgré plusieurs tentatives, le club ne remonta plus en Oberliga. Lors de la création de la Bundesliga en 1963, il évoluait au niveau 2 mais se retrouva au 3e car il ne fut pas retenu pour composer la Regionalliga directement inférieure à la nouvelle élite. Le club et la localité avaient de toutes façons d’autres préoccupations. Une lourde tempête avait provoqué de terribles inondations qui avaient sérieusement endommagé la région et la localité en février 1962.
Dans les années qui suivirent, le Harburger TB ne parvint jamais à monter au 2e niveau. Au contraire, en 1968, il fut relégué au niveau 4. À la suite de cela, en 1970, la direction du HTB négocia la création d’une grosse association sportive avec les responsables de clubs du Turnerschaft Harburg, du TuS Harburg et de l’entreprise de Hambourg, le groupe Phoenix AG. Le nom de SC Phoenix von 1865 fut proposé (L’idée était la même que ce qui s’était fait à Leverkusen sous l’égide de la société Bayer). Mais malgré une volonté générale de faire aboutir la fusion, aucune majorité ne fut acquise, en raison de désaccords quant au nom de la nouvelle entité !
En 1974, Lors de la création de la 2. Bundelisga, le Harburger TB subit les effets de la réorganisation des ligues qui en découla et se retrouva au  niveau 5 de la hiérarchie. La même année, la section d’athlétisme du HTB fusionna avec celle du Turnerschaft Harburg et du TV Meckelfeld pour former le LG Harburg.
En 1977, pour la première fois depuis 25 ans, le Harburger TB remonta dans la hiérarchie en revenant en Verbandsliga Hamburg, soit au nivreau 4 sous la Bundesliga, la 2. Bundelisga et l’Oberliga Nord.
L’année avant de retour en Verbandsliga, le club avait fondé une section de sport loisirs. Le principal souci du club était de maintenir ses installations en Jahn en état et cela coûtait pas mal d’argent. De plus, le cercle apportait des fonds à l’aide à l’enfance.
À la fin des années 1980, un fonds de soutien fut constitué avec des entreprises locales avec l’objectif de parvenir en D1.
Redescendu au niveau 5 (Landesliga) en 1984, le Harburger TB remonta Verbandsliga en 1994. Deux ans plus tard, le club fut retenu pour  participer à l’Oberliga Hamburg/Schleswig-Holstein, une ligue constituée au niveau 4 après que le niveau 3 ait été rebaptisé Regionalliga.
Le club resta dans cette série, où il termina toujours dans le seconde partie du classement, jusqu’au terme de la saison 1999-2000. L’absence de succès sportif se conjugua à un certain désintérêt du public. La moyenne de spectateurs oscilla entre 150 et 300 personnes. La direction du club veilla à sa situation financière et au maintien en état de ses installations. Les résultats de la section football n’étaient pas son principal souci. En 1999, l’entraîneur principal, son adjoint, le capitaine de l’équipe et le chef de la section football claquèrent la porte et rejoignirent le 1. SC Norderstedt. Le nouveau manager, Rainer Wasielke annonça son souhait de lutter pour la montée en Regionalliga. Mais, il ne reçut aucun soutien de la part du Conseil d’administration. Wasielke se retira en novembre 2000. De son côté, la direction du Harburger TB estimant les dépenses trop élevées se réunit le 11 décembre 2000 et décida le retrait immédiat de l’équipe 1 du championnat d’Oberliga.
Malgré la requête de nombreuses autres clubs de replacer le HTB dans la division la plus basse, la Hamburger Fußballverband reversa le club en Verbandsliga (soit le niveau juste inférieur à l’Oberliga) pour la saison suivante.
Wasielke accepta de revenir comme entraîneur et amena avec lui plusieurs joueurs, dont cinq Brésiliens. Le Harburger TB fut sacré champion de Verbandsliga en surclassement. Mais au lieu de monter en Oberliga (niveau 4) pour laquelle il s’était qualifié, le club descendit en Kreisliga 1 pour la saison 2003 en football-2004, soit le niveau 8 de la hiérarchie ! 
En 2007, le Harburger TB descendit en Kreisliga 3 (niveau 9). Il remonta en 2009 Kreisliga 1 (niveau 8), puis en Bezirksliga Süd (niveau 7) à la fin de la saison suivante.